# Turismo de la República Dominicana

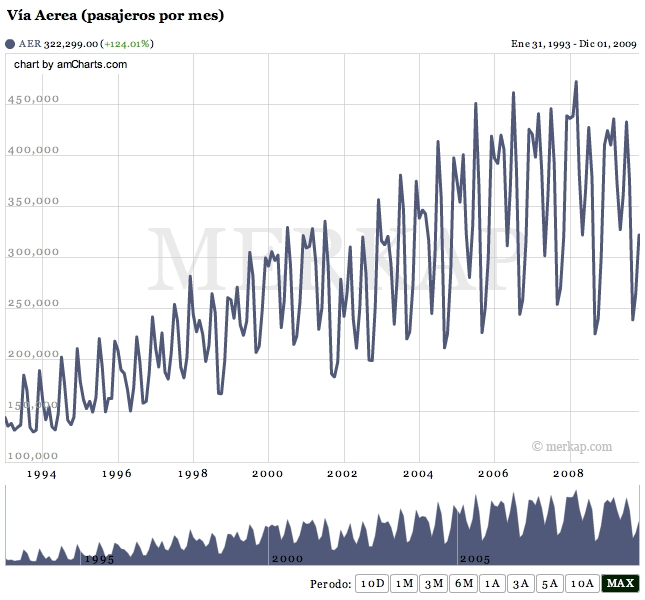
Llegadas de pasajeros por vía aérea - Fuente Merkap Repúblico Dominicana.

La República Dominicana es el principal destino turístico del Caribe y uno de los primeros 5 de América Latina, registrando la mayor cantidad de visitantes en la región en los últimos años. Su éxito en el sector se debe a una combinación de factores, como su infraestructura hotelera desarrollada, la variedad de sus paisajes que incluyen playas, montañas y zonas urbanas históricas, así como una amplia conectividad aérea. Destinos como Punta Cana, Puerto Plata y Samaná destacan por su oferta turística, mientras que Santo Domingo conserva un importante legado cultural en su Zona Colonial, declarada Patrimonio de la Humanidad por la UNESCO.
El turismo es un pilar fundamental de la economía dominicana, representando una fuente clave de empleo e inversión. La diversificación de la oferta turística ha permitido la expansión del ecoturismo, el turismo de aventura y el turismo cultural, más allá del tradicional modelo de sol y playa. Sin embargo, el crecimiento sostenido del sector también plantea retos, como la gestión ambiental y la necesidad de un desarrollo equilibrado que beneficie a las comunidades locales.

## Historia del Turismo en la República Dominicana
Para empezar a hablar del turismo de un determinado país, hay que empezar por los primeros habitantes. Como ya sabemos, los primeros habitantes en llegar a pisar el suelo de la isla, y que aunque la hayan tomado como residencia, fueron los taínos o indígenas, los cuales eran oriundos del Orinoco, es por eso que se puede decir que fueron los primeros en realizar turismo en el país y en toda la luego llamada isla La Española.
Principalmente, los historiadores dominicanos, nos cuentan que probablemente, los vikingos y otros viajeros de la antigüedad visitaron la isla de Quisqueya o La Española, esto no se puede afirmar como cierto, ya que por falta de hechos concretos o de algo que los vikingos han dejado como muestra de que en realidad estuvieron en suelo isleño, por eso, este hecho no pasa de ser más que puras especulaciones. Sin embargo, sí sabemos que la segunda visita extranjera a la isla, fue la de Cristóbal Colón, en sus viajes de 1492 y que según otras personas, esta visita es catalogada como los primeros visitantes externos conocidos en la isla de Santo Domingo. De esta forma se puede afirmar, que los primeros visitantes que pisaron esta tierra fueron Colón y sus acompañantes en su primer viaje a América.
Durante toda la época de la colonia, la cual empieza desde la llegada de Colón a Quisqueya, el 5 de diciembre de 1492, los españoles, franceses y de otros países europeos empiezan a llegar al país y a explorarlo, descubriendo su belleza y esplendor natural. También según los historiadores, otros extranjeros que visitaron el país fueron unos aventureros norteamericanos, a principios de 1854, durante el gobierno de Buenaventura Báez. Estos norteamericanos se quedaron en la Isla Alto Velo, ya que estos habían descubierto un importante yacimiento de guano en dicha isla.
Pese a ello, durante todos esos años el turismo en el país se dio con gran lentitud hasta 1930, cuando Rafael Leónidas Trujillo, toma el poder, se puede decir que el turismo en el país empieza a tomar otro rumbo, aunque durante esa década de 1930, fue bastante floja, aunque si se sabe que en 1930 llegaron al país 230 turistas extranjeros, esta es quizás la única información que registran las estadísticas de turismo en el país, durante esa fecha. Ya durante la década de 1940, Trujillo dio instrucciones, para que se fomentara el turismo en el país, de esta forma se empiezan a realizar las primeras promociones turísticas del país a los demás países internacionales, siendo este el primer paso concreto para atraer turistas al país.
En 1944 es inaugurado el Malecón de Santo Domingo, junto con el primer hotel de lujo de la ciudad, el Hotel Jaragua, el cual sigue vigente. Luego de este paso, se fueron abriendo nuevas cadenas hoteleras, con el claro perfil de incrementar el turismo en la ciudad, por lo que posteriormente, en la década de los cincuenta se inauguran varios hoteles, algunos de estos fueron, el Hotel Provincial, el cual hoy día es un hospital infantil; también se encuentran, el Hotel la Paz, el cual sigue vigente, lo único que hoy es conocido como Hotel Hispaniola, el cual fue construido a escasos metros de la ciudad y también, en la Zona Colonial, se construyó el hotel Comercial, siendo este el primer hotel de capital privado en el país, no solo en la Zona Colonial se construyó este hotel, sino, que la zona fue habilitada como un sitio o un lugar más, para realizar turismo.
Uno de los hoteles construidos en esa década, y el cual es catalogado como uno de los más bello, fue el Hotel «El Embajador». Sin embargo, la construcción de hoteles de calidad no se circunscribió a la geografía capitalina. El interior del país también fue escenario para instalaciones de grandes hoteles para la época.
En la ciudad de Santiago, también incursionó en la construcción de hoteles turísticos. En esta importante ciudad del país fue construido Hotel Matún, lo mismo pasó en la ciudad de Barahona, donde fue construido el Hotel Guarocuya. San Juan de la Maguana no se quedó atrás, y fue construido el Hotel Maguana. También fue construido el Hotel San Cristóbal, el cual fue construido en la provincia del mismo nombre.
En las ciudades de Jarabacoa y Constanza, ambos en la Provincia de La Vega fueron inaugurados los hoteles Montaña y Suiza, respectivamente. En Samaná, fue construido el Hotel Cayacoa. También en la Línea Noroeste del país, fueron construidos varios hoteles, como fue el caso de la ciudad de Mao, donde fue construido el Hotel Caoba, ubicado en la Provincia Valverde y en Santiago Rodríguez, fue construido el Hotel Marien.
En la zona Este del país también llegó la fiebre de construcciones hoteleras, y con el paso de los años, se ha convertido en el principal destino turístico del país. Empezamos desde la Provincia San Pedro de Macorís, donde fue instalado el Hotel Macorí, mientras que en Boca Chica, fue construido en los alrededores de la playa, el Hotel Hamaca; en Higüey, fue instalado el Hotel El Naranjo y en El Seibo, fue construido el Hotel Santa Cruz.
Se puede decir, que a partir de este período, en el cual se construyen varios complejos turísticos y hoteleros, se inicia un antes y un después, en la historia turística dominicana. Las instalaciones hoteleras en el país, para ese entonces, comprendían más de 1000 habitaciones hoteleras.
En 1955, Trujillo, lleva a cabo la llamada "Feria de la Paz y la Confraternidad del Mundo Libre, el cual fue un evento internacional celebrado en Ciudad Trujillo, hoy Santo Domingo de Guzmán; con este evento, Trujillo buscaba mostrar sus grandes avances en construcciones físicas y enseñar al mundo que efectivamente la República Dominicana vivía un clima de paz y confraternidad. Cabe destacar, que esta feria se extendió hasta 1958.
Durante los períodos que abarca los años comprendidos entre 1944 y 1958, se puede decir, que marcan la etapa de crecimiento del turismo en la República Dominicana. La invasión de Constanza, Maimón y Estero Hondo, la cual se produce en 1959, también el crimen de las Hermanas Mirabal, en 1960 y la muerte de Trujillo en 1961, provocaron que muchos turistas extranjeros vinieran a vacacionar y hasta realizar sus inversiones en el país. La inestabilidad política y las convulsiones sociales que culminaron con la guerra civil de 1965 y la posterior ocupación militar por los marines norteamericanos tiñeron de negro la historia del turismo en el país.
Por esta razón y otras, se hubo que esperar hasta el año 1966, cuando fue elegido el Dr. Joaquín Balaguer, quien gobernó el país en los próximos 12 años (1966-1978), este se encargó de producir las políticas económicas necesarias para hacer el turismo un sector con nombre y apellido propio. Durante este período se incrementó en aún más, el turismo en el país.
En 1968 y 1969, se produce la legislación turística que declara de interés nacional el desarrollo turístico. En 1969, se crea la Dirección Nacional de Turismo, que más tarde pasa a hacer la Secretaría de Estado de Turismo. En 1971, se promulga la ley 153, la cual hablaba de incentivos y promoción al turismo en el país. En 1972 es creado INFRATUR, el cual es un organismo financiero para el desarrollo de la infraestructura turística. Estos acontecimientos sirvieron de base para que el turismo tuviera un punto de partida hacia su posterior desarrollo.
Los expertos en el tema, nos cuentan, que a partir de la década de los 70, marca lo que se denomina período de desarrollo del turismo en la República Dominicana. A partir de entonces, las dimensiones del turismo son tan elocuentes que hoy, cuando la década de los 90s, entra en su parte media, el turismo es el sector económico que le genera más divisas al país, superando por mucho todas las divisas que genera el sector exportador de bienes tradicionales y no tradicionales.

## El turismo en los 90's

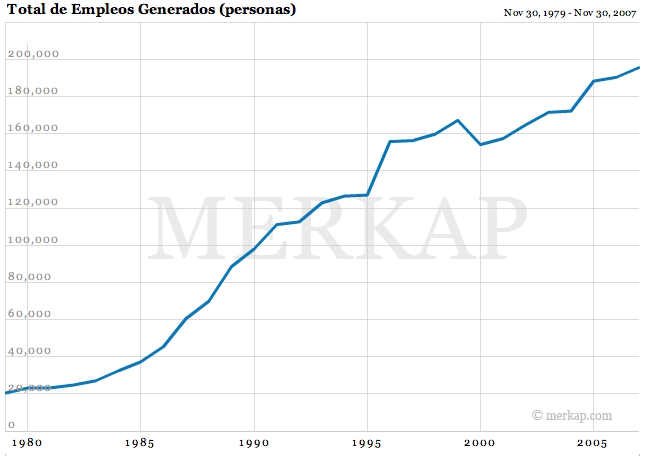
Empleos generados en el área de turismo - Fuente Merkap República Dominicana.

A partir de los 90s hasta nuestros días, el turismo dominicano ha sido desarrollado y explotado en su máxima plenitud, desarrollándose más los complejos habitacionales, mediante acuerdos y asesorías extranjeras. En consecuencia, el número de habitaciones hoteleras en la década de los 80s era de aproximadamente 8,562 y en la de los 90s era de 45,000.
En 1997 llegaron por vía marítima alrededor de 270,830 turistas, de los cuales 156,099 utilizaron los puertos ubicados en Santo Domingo, 5,566 lo hicieron por el puerto de Puerto Plata, 108,698 desembarcaron por La Romana, 404 por Samaná y solo 63 cruceristas lo hicieron por Boca Chica. Esta cifra, comparadas con las de 1996, demuestran que en 1997, el número de visitantes extranjeros que utilizaron la vía marítima aumentó más de un cien por ciento.
En 1996 llegaron al país por mar 110,936 turistas, cantidad que aumentó a 270,380 cruceristas. A pesar de no contar con ningún tipo de incentivo financiero para actividades ecoturísticas, este sector está en su verdadero esplendor. Lo planteado anteriormente se confirma con las estadísticas anuales por visitación a las empresas ecoturísticas y a las áreas protegidas, las que superan las 800,000 personas. Citamos los siguientes datos, correspondientes al año 1998: el total de visitantes a proyectos de ecoturismo fue 930,000.

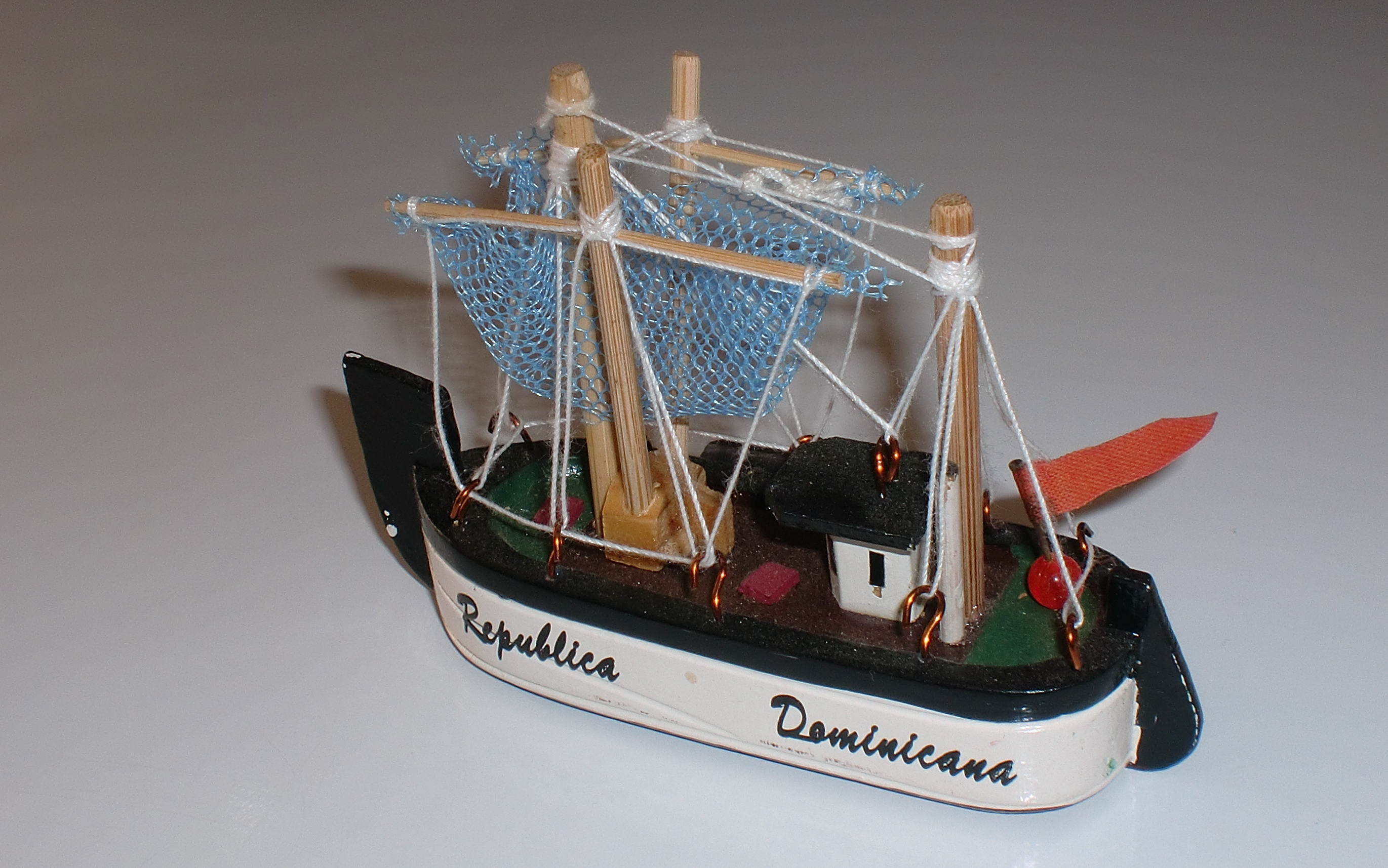
Suvenir artesanal.

## Ventajas y desventajas del turismo en el país
EL turismo en la República Dominicana, al igual que otros países, tiene sus ventajas y desventajas, tanto en el mercado local como en el internacional.

### Ventajas
El turismo ofrece muchas ventajas al país, tanto en el ámbito económico como en el político, social, cultural, etc. Algunas de estas podrían ser:
- Ingresos y aumentos de la economía del país.
- Intercambio de diferentes culturas, no solo la del país, sino la de los extranjeros que nos visitan.
- Genera e incrementa fuentes de empleo.
- Incremento de vuelos extranjeros al país.
- Relaciones exteriores.
- Generación de divisas, así como la entrada de moneda de otros países extranjeros.

### Desventajas
El turismo, no solo ofrece ventajas, sino también sus desventajas, no solo para el país, sino para todos los países. Algunas de estas son:
- La mayoría de los hoteles del país están en manos de extranjeros.
- Destrucción de la fauna y flora de las zonas turísticas.
- Los desperdicios se multiplican en las zonas turísticas.
- La contaminación provocada por la gran cantidad de autobuses, destinados a esta actividad.
- Entrada y salida de productos nocivos.

## El turismo en la década del 2000 hasta el 2009
El turismo del país se ha convertido en la industria primaria de ingresos económicos para el mismo y sus principales provincias, dedicadas a dicha actividad industrial. El país ofrece una amplia opción de comodidades en la ciudad, en la montaña y en los hoteles de las costas playeras. La República Dominicana es uno de los principales lugares vacacionales para los países del continente Europeo, América del Norte Estados Unidos y Canadá y también de los países de Sudamérica. Esto se debe a que la isla posee una rica historia y cultura única, además de su población tan acogedora y amable. Asimismo por sus estupendas playas caribeñas y por su clima tropical y único.
Las principales zonas de actividad turísticas en el país, son las regiones del Este, Norte, Santo Domingo y Barahona, pero sin embargo, se ha registrado un incremento en el interior, con muchas excursiones a pie o en bicicletas a través de las montañas y de los campos. En el 2001 la República Dominicana fue visitada por más de dos millones de personas. Debido al derrumbe de las torres gemelas del World Trade Center del 11 de septiembre, el Aeropuerto Internacional Las Américas tuvo que cerrar temporalmente y aviones cerca de la zona tuvieron que aterrizar. Según el Banco Central, la industria del turismo dominicano ha generado en el dicho año, una cantidad de 2,103 millones de dólares, la cual equivale al 18%, superando la cifra alcanzada en el año anterior, la cual tuvo una cifra de 1,782 millones.
Conforme a las cifras del Banco Central, más de 2.5 millones de turistas llegaron en avión al país en el 2001, un 10.1% mayor respecto a la cifra dada en el 2000. El 58% de los turistas, provenían de países Europeos, en su mayoría países como Alemania, Francia, Reino Unido, Italia, España, Suiza, y de América, se registraron países como Estados Unidos, Canadá, México, Venezuela, Brasil, Argentina y entre otros.
El turismo es uno de los sectores más importantes de la economía dominicana, debido a que este hace grandes aportes al mismo. Los desplazamientos de turistas hacia otros puntos del país implican gastos, sobre todo cuando es de una nación a otra, ese es el caso del país; los turistas extranjeros generalmente consumen en dólares o intercambian su moneda por el peso dominicano, esto genera una inyección de dólares a la economía y de esta forma, el país puede comprar los servicios y productos que no produce. El país tuvo ingresos en el 2004 de 2,557 en millones de euros.
La República Dominicana, gracias a su ubicación geográfica en el Caribe, posee muchas zonas que son explotadas para el turismo, debido a las bellas playas que tiene, así como también sus bellos paisajes. Las provincias más explotada en cuanto a turismo se refiere, después de la era de Trujillo, son Puerto Plata, La Romana y La Altagracia, también cabe destacar que la península del Este, es la zona turística más importante del país.
El turismo dominicano es un tema que forma parte de la vida diaria de sus ciudadanos, ya que de él depende en gran parte del sustento económico del mismo, así como su manera de vivir.

## Principales destinos turísticos de la Rep. Dom.
La República Dominicana a nivel internacional es conocida como «El paraíso del caribe», y así es, ya que todo el país es bello, tanto sus playas como sus montañas, las cuales tienen un paisaje único y natural.
Dentro de los principales destinos turísticos del país, se encuentran:

### Región Sur
Barahona
- Balneario San Rafael: se encuentra entre la carretera Barahona-Enriquillo, siendo una de las más concurridas de la región sur de la República Dominicana.  Una de las particularidades del balneario San Rafael es que combina las olas oceánicas del mar Caribe y una piscina natural creada en la desembocadura del río San Rafael. La playa de guijarros y grava es popular para el surf, y los fines de semana los visitantes pueden bailar al son de la música dominicana gracias a los restaurantes locales.

*La natación no se recomienda en la zona debido a las fuertes olas.*  
La cascada del río es uno de los principales atractivos del lugar, la cual ha sido convertida en un balneario natural. Este lugar, así como la playa, es muy visitado por dominicanos y extranjeros durante los fines de semana y días festivos.  La playa posee aguas cristalinas, color turquesa. Y está cubierta de pequeñas piedras de color blanco, muy pulidas.
- El Quemaito: A diez minutos conduciendo hacia el este de la ciudad de Barahona, esta brillante playa de piedras blancas es la más segura de toda la provincia, ofreciendo un mar turquesa sin olas. Encontrarás puestos de comida y bebida, así como zonas con sombra si decides relajarte junto al agua. Se dice que el nombre de esta playa se originó de la arena y piedras calientes que pueden quemar tus pies si caminas descalzo por su panorámica orilla. Pero no te preocupes, hay una pasarela de madera desde el aparcamiento hasta la playa.
- Los Patos':' El río y el pueblo Los Patos están ubicados en la provincia de Barahona de la República Dominicana, cerca del pueblo de Paraíso. Con solo 61 metros, dependiendo de la marea, es el río más corto de la isla y uno de los ríos más cortos del mundo.   El pueblo en sí vive de la pesca y el turismo local. Los fines de semana, el río es un lugar de baño popular debido a sus bajas temperaturas. El nombre Los Patos se deriva de la inusual gran cantidad de patos que los primeros exploradores encontraron en este río específico. Durante mucho tiempo los Patos(ave) de Los Patos (balneario) estuvieron extintos, hasta que la oficina de turismo local trajo una gran cantidad de patos criollos para repoblar el río.  El dictador dominicano Rafael Trujillo, una vez lo apodó «Los Chorros De Oro».
- Municipio Cabral (Barahona): Es la ciudad dominicana que más fuentes hidrográficas tiene (aprox. 45), entre ellos el río Yaqué del Sur, La Isabela, Cachón Pipo, La Represa, la Represita, El Canal Maestro, Fiquimbo, La Chorrera o Puente, La Furnia, etc. Además posee la mayor laguna de agua dulce de Las Antillas, «La Laguna de Cabral o Rincón de Ají» que está situada en el municipio de Cabral.

Dentro de sus atractivos se encuentran: El Polo Magnético, Laguna de Cabral o Rincón de Ají, Las Cachuas(Solo en Semana Santa), Las Patronales(en septiembre) y diversos Balnearios.
Peravia
San Cristóbal
Salina
Pedernales

### Región Este
La Altagracia

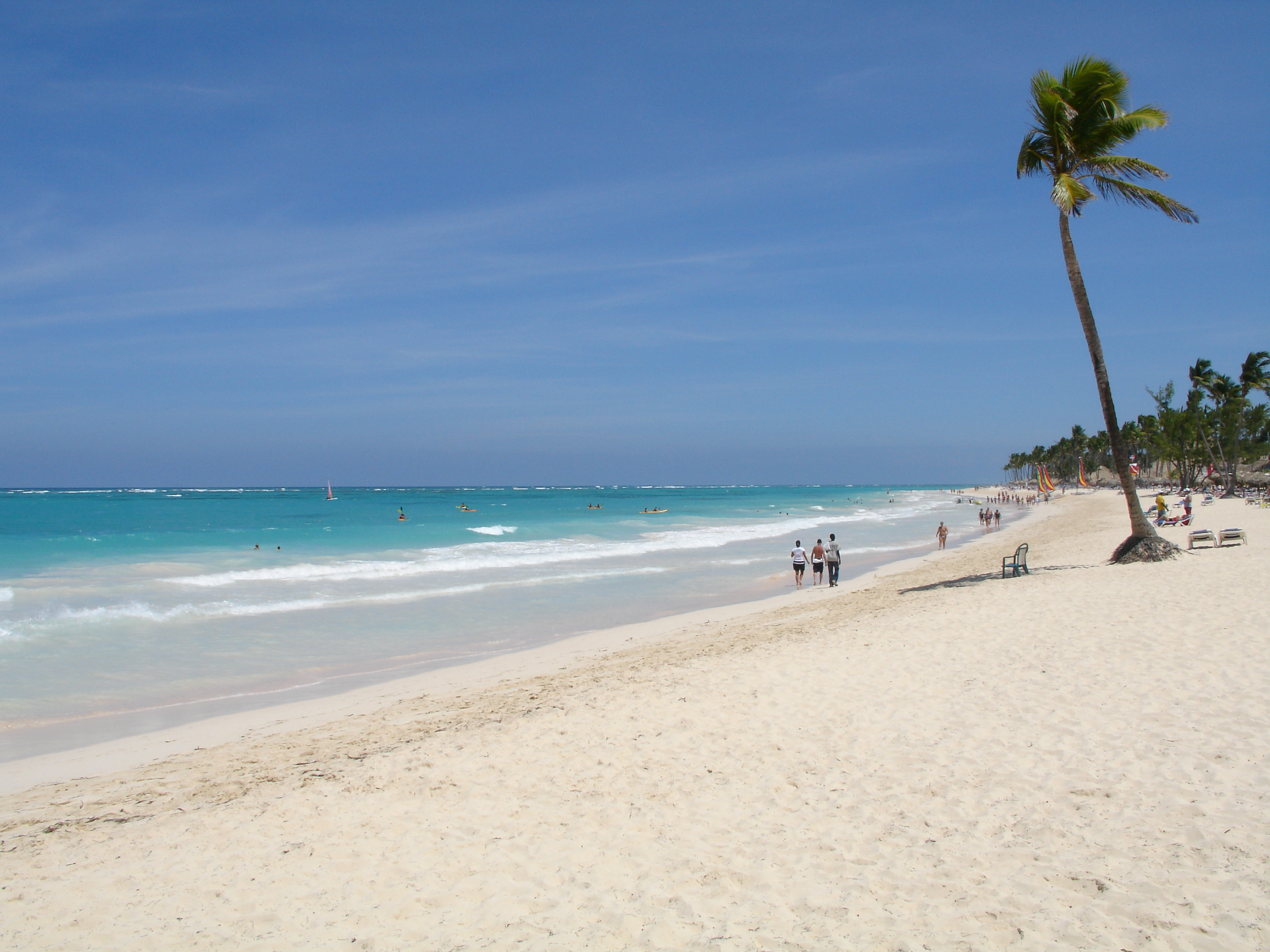
Playa Bávaro.

Dentro de sus zonas más importantes se encuentran:
- Bávaro: Esta bella zona se encuentra situada en el Este de la República Dominicana, en la provincia La Altagracia. Según un reporte de la Unesco, reconoce a las playas de Bávaro como las mejores del mundo, tanto así que se encuentra junto a las playas de Punta Cana, entre las 10 mejores del mundo,[17] y no es para menos, ya que sus playas de arenas blancas y refinadas, también sus cocoteros, le dan un esplendor maravilloso a esta lujosa zona turística del país. Se puede llegar a Bávaro desde la carretera de Santo Domingo, y si es extranjero, puede llegar por el Aeropuerto Internacional de Las Américas o por el Aeropuerto Internacional de Punta Cana. Dentro de sus más populares y entretenidas atracciones de la zona se encuentra el Manatí Park Bávaro, así como también sus lujosos hoteles.

- Higüey: La ciudad de Higüey está dentro de los destinos turísticos de la provincia, ya que en ella se encuentran, el Santuario de Nuestra Señora de la Altagracia y el Santuario San Dionisio; también se encuentra la residencia-fortaleza de su fundador, Juan Ponce de León, la cual es muy visitada por los turistas extranjeros y municipes y de más habitantes del país.

- Punta Cana: Esta bellísima y lujosa zona turística del país se encuentra ubicada en extremo Este de la República Dominicana, y forma parte importante de los principales destinos del mundo, del país, de la región, de la provincia, en conclusión, es uno de los lugares más importantes para la realización de la actividad turística del país, ya que en Punta Cana, es el lugar donde existen las playas más famosas del país, amplias e interminables, de fina arena blanca y sus playas cuentan con millones de palmas de coco o cocoteros, y una barrera de coral que recorre toda la costa, aguas tranquilas y transparentes. Para llegar a Punta Cana, se puede realizar en vehículo a través del corredor de 179 kilómetros de longitud, conformado por los tramos de la autopista de Las Américas, la Autovía del Este, la Circunvalación de San Pedro de Macorís, el tramo San Pedro de Macorís-La Romana, la Circunvalación de La Romana y la Autopista del Coral; De igual forma uno puede irse vía el Aeropuerto Internacional de Las Américas, o a través del Aeropuerto Internacional de Punta Cana, el cual se encuentra a unos 2 km del pueblo de Punta Cana, en el cual se encuentran lujosos y numerosos hoteles 5 estrellas, los cuales gozan de mucho prestigio internacional. Punta Cana es considerada uno de los mayores polos de atracción turística de la República Dominicana y del Caribe, ya que con su más de 50 km de playas, una infraestructura hotelera de excelencia y de primera, también cuenta con un aeropuerto de talla internacional, facilidades para todos los deportes, desde paseos en veleros, botes, yolas, etc., hasta las bondades de algunas de las mejores canchas de golf del Caribe y el placer de saborear deliciosos mariscos a la orilla del mar, así como también el turista extranjero puede disfrutar de la extensa Gastronomía Dominicana.[18]

La Romana
- La Romana: Es una de las opciones principales por los turistas extranjeros, a la hora de elegir un destino para pasar sus vacaciones. La Romana cuenta con bellas playas, además, es un excelente lugar para los amantes del golf, en ella se encuentra una de las áreas de golf más importante de Latinoamérica. Para llega a La Romana, se puede a través del Aeropuerto Internacional de La Romana. Los mejores hoteles de La Romana son:Casa de Campo, Gran Bahía Príncipe La Romana, Hotel Frano, Dejavue y otros, además cuenta con un Spa de lujo, el cual es: La Romana Hotel-Spa. Información sobre Casa de Campo[19]

- Altos de Chavón: Es una villa de tipo mediterráneo antiguo construida en una altura sobre el río Chavón, en la República Dominicana. Es sede de un Centro Cultural, el Museo Arqueológico nacional, y la llamada Ciudad de los Artistas. Cuenta también con un Anfiteatro Notable. Allí se encuentra el famoso Anfiteatro de Altos de Chavón, el cual cuenta con unos 5,000 asientos. Fue inaugurado en 1982 con la presentación de Frank Sinatra y Carlos Santana, muchos otros artistas y grupos de rock han pasado por este bellísimo escenario como Heart, English Beat, America, Tania Maria, Scandal, Sergio Mendes, Juan Luis Guerra, Michel Camilo, Spiro Gyra, Duran Duran, Aventura, entre otros. Actualmente se siguen presentando durante todo el año espectáculos de artistas nacionales e internacionales, el cual el turista puede disfrutar.   Salina

- Isla Saona: La Isla Saona es considerada como uno de los viajes o excursiones turísticas más importantes del país.[20] Es considerada por el que la visita como un paraíso natural. La Isla Saona es de unos 110 kmª, y es la mayor de las 13 islas adyacentes del país. Esta paradisíaca isla, ofrece playas de arenas blancas finas, aguas cristalinas, y miles de cocoteros que la convierten en un destino encantador para el turista, tanto para los dominicanos como para los visitantes extranjeros. Uno de los mayores atractivos, es la "Piscina Natural", la cual no tiene ni un metro de profundidad y se pueden apreciar especies acuáticas como arrecifes coralinos, praderas marinas, estrellas de mar y peces. Las principales playas de arenas blancas de la Isla Saona se encuentran en la costa meridional, desde Punta Catuano hasta Punta de Cruz, exceptuando el sector comprendido entre el extremo sur de la playa El Gato hasta Punta Laguna. Los lugares más importantes de la Saona son los poblados o aldeas de Mano Juan y Catuano; las extensas playas de arenas blancas y fondos coralinos con aguas muy claras; cocoteros alrededor de la costa, las lagunas Secucho, Los Flamencos y Canto de la Playa, la más bonita,[21] el Alto de la Vigía (el punto más alto de la isla); los Bancos de Paloma Coronita, los Bosques Maderables Maduros, Áreas Cultivadas y el poblado de Adamanay.

La isla Saona pertenece al parque del Este. Junto con los Haitises es el más importante de la región y uno de los principales del país, constituyendo la única masa boscosa de relativa extensión en la costa sur de la región oriental. En este espacio natural protegido se conservan bosques semihúmedos, lagunas costeras, manglares, arrecifes de coral, praderas marinas. También cavernas con valores culturales. Contiene impresionantes sitios arqueológicos como restos de asentamientos indígenas, plazas ceremoniales perfectamente conservadas, sitios de ofrendas ceremoniales, cuantioso arte rupestre y embarcaciones coloniales hundidas.
- Isla Catalina: Una de las islas más hermosas de la República Dominicana, es llamada por algunas agencias de viajes y líneas de cruceros como Serena Key, debido a que es una isla virgen, que cuenta con unas playas bellisismas de arena blanca y un ecoturismo precioso, dejando al turista con ganas de quedarse en ella. Ella misma es un parque natural protegido donde, por supuesto, no existe edificación alguna. Esta Isla Catalina puede considerarse una maqueta ideal de la diversión en el trópico, una especie de diseño vivo para manejar un área dedicada al turismo mientras se conserva buena parte de la naturaleza auténtica.

- Bayahíbe:  Bayahíbe es una excelente opción para unas vacaciones de relajación y descanso, también es un buenísimo lugar para realizar la boda de su sueños; también es un lugar apto para compartir con sus familiares y amigos, y también es un excelente lugar para jugadores de golf y para los que disfrutan del scuba divers. Bayahíbe es el punto más cercano para emprender un viaje hacia las Isla Catalina, Isla Catalinita e Isla Saona.

Los mejores hoteles de Bayahíbe son: Catalonia Gran Dominicus, Oasis Canoa, Iberostar Hacienda, Viva Dominicus Beach y Palace, Dreams Romana.
San Pedro de Macorís
- Juan Dolio: Es un lugar muy preferido por los turista, ya que se encuentra a tan solo unos cuantos kilómetros de la ciudad capital de Santo Domingo y de San Pedro de Macorís. Juan Dolio se encuentra actualmente entre las principales zonas turísticas del país. La localidad de Juan Dolio se encuentra tupida de actividad turística y entre sus límites se encuentran varias playas siendo la más famosa la misma que lleva su nombre: la playa de Juan Dolio. La Playa de Juan Dolio es una hermosa playa Caribe con arenas blancas y en otras zonas con suaves arenas de color crema convirtiéndose en una de las playas favoritas del sector turístico y de los vacacionistas nacionales y extranjeros. Juan Dolio tiene acceso a una buena cantidad de hoteles de máxima calidad así como una amplia gama de restaurantes de mariscos, clubes, el Campo de Golf los Marlins y servicios de rent cars. Los Hoteles de la zona de Juan Dolio cuentan con los mejores paquetes de tipo todo incluido, restaurantes a la carta y de bufet, modernos spas, entrenados equipos de animación, actividades acuáticas y deportivas, paquetes de excursiones y muchos otros elementos que hacen una placentera estadía a los mejores precios. Entre los hoteles que se encuentran en Juan Dolio están: Barcelo Colonia Tropical, Barcelo Talanquera, Decameron Beach Resort, Coral Costa Caribe, Barcelo Capella, y el hotel de lujo cinco estrellas Embassy Suites.[22]

### Santo Domingo
- Santo Domingo de Guzmán: Es conocida en el mundo como "Ciudad Primada de América, cuna de la civilización del Nuevo Mundo", y así es, Santo Domingo, es un lugar bellísimo, que al recorrer su principal zona turística, la Zona Colonial, el extranjero se da un baño de cultura, ya que sus calles, esconde salina grandes secretos, así como también sus monumentos históricos, los cuales en su mayoría fueron construidos por los españoles. Santo Domingo cuenta con hermosos hoteles, como son: Hotel Jaragua, Hotel Barceló Santo Domingo, Hotel Hilton, Hotel Meliá Santo Domingo, Hotel Intercontinental V Centenario, Hotel Hispaniola, Hotel Santo Domingo, Hotel El Napolitano, Hotel Delta, Hotel Clarion, Hotel Occidental El Embajador, entre otros de gran prestigio nacional e interncacional[23][24][25][26][27]

- Boca Chica: Es uno de los lugares más populares de la República Dominicana, debido a su playa, la cual es muy visitada por todo tipo de turistas, ya sea nacional o extranjero. Está localizada a unos 30 kilómetros y 25 minutos de Santo Domingo en dirección este pasando el Aeropuerto Internacional Las Américas. La playa está rodeada por un gran arrecife de coral, tiene un color azul turquesa espectacular y el agua no cubre hasta aproximadamente un kilómetro dentro. En ocasiones si la marea esta baja y lo permite se puede caminar hasta un islote llamado "La Matica".[28][29][30][31]

### Región Norte o Cibao
Santiago de los Caballeros
Puerto Plata
- San Felipe de Puerto Plata

- Sosúa

- Playa Dorada

- Cabarete

- Playa Cofresí

Samaná
- Santa Bárbara de samana

- Las Terrenas

La Vega
- Concepción de la Vega

- Constanza

- Jarabacoa

María Trinidad Sánchez
- Nagua
- Río San Juan
- Cabrera

Montecristi
Azua